# Maria de Valois i de Luxemburg
Maria de França i Luxemburg (1344-1404)  fou una princesa de França, filla del rei de la dinastia Valois, Joan II dit el Bo.

## Orígens familiars
Filla de Joan II de França, dit el Bo ; comte d'Anjou i Maine i duc de Normandia i rei de França (1350-1364) i de Bonna de Luxemburg.
Era neta per via paterna de Felip VI de França i de Joana de Borgonya i per via materna de Joan I el Cec, rei de Bohemia i d'Elisabet de Bohemia. Era, per tan, neboda per part de mare del emperador del Sacre Imperi Romanogermànic Carles IV i germana per part de pare del rei francès Carles V, el Prudent.
Núpcies i descendents
Es va casar el 1364 amb Robert I de Bar i van tenir 11 fills, la més gran dels quals fou Violant de Bar, segona esposa de Joan I d'Aragó.